# 宮島水中花火大会
宮島水中花火大会（みやじますいちゅうはなびたいかい）は、かつて広島県廿日市市宮島町の厳島界隈で毎年8月に行われていた「日本の花火大会百選」のひとつにも選ばれた花火大会。名前のとおり、大型の水中花火が目玉であった。

## 概要
開催初年は1973年（昭和48年）。もともとは、町内会の夏祭りのようなものであり、花火も1000発程度と小規模で、宮島の西側にある桟橋からの打ち上げのみ、水中花火はやっておらず、観客は地元の住民ばかりだった。初開催から10年ほど経った1982年、その頃より「夏休みに宮島の花火大会があるから里帰りしよう」と思ってもらいたいとの狙いから「水中花火」が行われ現在の形態となった。
投じられる水中花火は200発で、そのうちの100発が10号玉。10号玉は、直径約30センチで重さ約9キロだが開くと、直径約320メートルになる。
沖合400メートルの海上に浮かぶ船上で点火された花火は、人の手で海上に投げ込まれ、花火が開くたびに、朱色の大鳥居や、紅の社殿のシルエットの明暗が、幽玄な光彩に照らされながら、やわらかくもありくっきりとも浮かび上がってくる。また、沖合には観覧船が約500隻浮かんでいて、花火が開くたびにシルエットが浮かぶ。
海水に満たされ、その上に浮かんでいるかのような社殿からは、その底を這うような波の満ち引きの音が聞こえてくる。
2018年は平成30年7月豪雨による鉄道不通区間が多く輸送困難となるため、予備日への延期も含めて取り止め。開催された場合は豪雨水害被災地復興と犠牲者追悼の花火を打ち上げる予定だった。
2019年は宮島内に約5万人、対岸地区に約25万人もの来場者が集まった。
2020年度は、東京オリンピック・東京パラリンピックに伴う、首都圏の警備に出向する警察官が多くなることから、会場警備の人員が不足する恐れがあり開催中止。
2021年度は東京オリンピック・パラリンピック延期につき、2020年6月の段階で開催中止が決定した。その後2021年4月14日、『宮島水中花火大会』実行委員会が大会を打ち切る方針を固めたことが中国新聞により報じられた。約5万人の観客がフェリー乗り場に集中するなどする離島特有の安全対策の難しさに加え、新型コロナウイルス感染防止となる「3密」を避ける開催方法の見通しが立たないことなどが指摘された。最大の理由は事故のリスクである。その後正式に無期限で開催打ち切りとすることが発表され、事実上2019年の大会が現状での最後の大会となった。
2021年7月10日、"宮島花火を忘れたくない"との思いで製造された「宮島を想う花火」が「はつこいマーケット」にて販売開始。後日「情熱大陸」でも紹介され大きな話題になる。
宮島AR水中花火大会
2021年8月28日、中国新聞朝刊ラッピング紙紙面にスマートフォンをかざして花火を見るという、宮島AR水中花火大会が行われた。
厳島水中花火大会
新たに形を変えて「水中花火」を開催することが決定（「宮島水中花火大会」とは運営団体が異なる）。第1回2025年10月18日18:30打上開始、開催場所：宮島沖合、主催：厳島水中花火大会実行委員会、アンバサダー：SUPER EIGHT 村上信五（先祖は因島村上）。